# Нортимо, Йорма
Йо́рма Куста Олави Но́ртимо (фин. Jorma Kustaa Olavi Nortimo, 20 января 1906, Гельсингфорс, Российская империя — 2 июля 1958 Хельсинки) — финский кинорежиссёр, киносценарист и актёр. Родился с фамилией Ниеминен (фин. Nieminen), в 1935 году сменил фамилию на Нортимо.

## Биография
В 1925 закончил среднюю школу в Хельсинки и поступил на юридический факультет Хельсинского университета, но не закончил его. С 1928 по 1936 работал в Статистическом управлении Министерства юстиции. 

### Работа в театре
Одновременно с основной работой, в 1932 - 1933 он был актёром Студенческого театра Турку и начал ставить пьесы как режиссёр. С 1936 по 1946 был актёром Финского национального театра.

### Работа театральным администратором
С 1933 занимал должность сначала внештатного директора Студенческого театра Турку, потом директора Городского театра Турку, а с 1955 директора Народного театра - театра рабочих Хельсинки. С осени 1958 был назначен на должность директора Финской национальной оперы, но не успел занять этот пост в связи со смертью. 

### Работа в кинематографе
С 1930 года работал ассистентом Вольдемара Вольдстрема на картине "Между двумя танцами". С 1936 года, работал актёром, сценаристом и режиссёром на киностудиях SF Suomen Filmiteollisuus и с 1941 в Suomi-Filmi. С 1936 по 1941 он написал сценарии к шести картинам. Фильмы, где участвовал Нортимо — «Вина», «Презрение», «Ребёнок — мой», «Метка греха», «На рынке Рованиеми», «Брат с Дикого Запада» и «Мимми из Мухоса». Последним его фильмом стала картина «Маленькая Илона и её ягнёнок», сценарий к которому написал Мика Валтари ещё в годы Второй мировой войны. В общей сложности с 1930 по 1957 он снялся в 32 фильмах в качестве актёра, написал 11 сценариев и как режиссер снял 15 фильмов. 

### Семейные связи
Актриса Туйре Орри является племянницей Нортимо.